# Requena-Utiel
Pour les articles homonymes, voir Requena.
Requena-Utiel (en valencien : Plana d'Utiel ou Pla de Requena) est une comarque de la province de Valence, dans la Communauté valencienne, en Espagne. Son chef-lieu est Requena.
C'est une comarque castillanophone. Son territoire ayant autrefois appartenu à la Castille, il est revendiqué par certains partis nationalistes castillans, excepté le cas les villages de Sinarcas et Chera, lesquels sont valenciens dès le XIIIe siècle.

## Communes

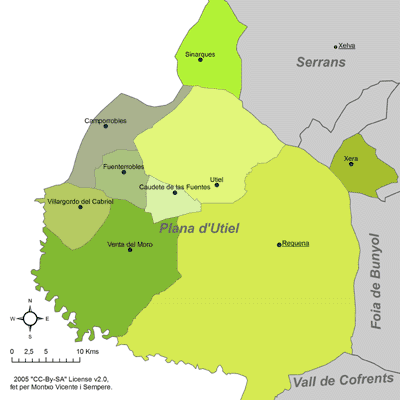
Communes de Requena-Utiel

- Camporrobles
- Caudete de las Fuentes
- Chera
- Fuenterrobles
- Requena
- Sinarcas
- Utiel
- Venta del Moro
- Villargordo del Cabriel